# Idioma lunda
Lunda, también conocido como  'Chilunda' , es un idioma bantú hablado en Zambia, Angola y, en menor medida, en la República Democrática del Congo (RDC). Lunda y sus dialectos son hablados y comprendidos por quizás el 4,6% de los zambianos (estimación de 1986), y el idioma se utiliza principalmente en la provincia Noroeste de Zambia. La mayor parte de Lunda se puede encontrar en la República Democrática del Congo, especialmente en la provincia de Katanga, así como en Angola. Un pequeño número de dialectos de lunda están representados en Namibia.